# Decollatura
Decollatura é uma comuna italiana da região da Calábria, província de Catanzaro, com cerca de 3.489 habitantes. Estende-se por uma área de 50 km², tendo uma densidade populacional de 70 hab/km². Faz fronteira com Conflenti, Gimigliano, Motta Santa Lucia, Pedivigliano (CS), Platania, San Pietro Apostolo, Serrastretta, Soveria Mannelli.

## Demografia
| Variação demográfica do município entre 1861 e 2011                               |
|                                                                                   |
| Fonte: Istituto Nazionale di Statistica (ISTAT) - Elaboração gráfica da Wikipedia |